# Stomias nebulosus
Stomias nebulosus är en fiskart som beskrevs av Alcock, 1889. Stomias nebulosus ingår i släktet Stomias och familjen Stomiidae. Inga underarter finns listade i Catalogue of Life.